# Falder du nu
Falder du nu er det niende studiealbum fra den danske rocksanger Michael Falch. Det blev udgivet den 6. marts 2006 og blev betegnet som et comeback-album. Musikmagasinet GAFFA gav albummet fire ud af seks stjerner. Albummet toppede som #2 på Hitlistens Album Top-40 og nåede otte uger på listen.
Albummet blev nomineret til Årets Danske Rock Udgivelse ved Danish Music Awards.

## Spor
1. "Under" - 4:29
2. "Kærlighedens Gnist" - 3:39
3. "Min Historie" - 5:21
4. "King Baby" - 3:51
5. "Din Barndoms Blå Tatovering" - 3:57
6. "Over Vesterbros Torv" - 3:35
7. "Magnoliepigen" - 3:08
8. "Falder Du Nu" - 5:39
9. "Stresset Mands Blues" - 3:49
10. "Kalvehave Mark" - 6:52

## Medvirkende
- Michael Falch - vokal, guitar
- Jacob Binzer - guitar
- Frederik Damsgaard - bas
- Jesper Mechlenburg - trommer, percussion
- Peter Mors - srommer
- Jens Fredslund - trommer
- Nikolaj Torp - orgel, klaver
- Lars Skjærbæk - guitar, baggrundsvokal
- Gustaf Ljunggren - steel guitar
- Anna Falch - baggrundsvokal
- Astrid Nora - baggrundsvokal
- Premo Hill - baggrundsvokal
- Simone Cameron - baggrundsvokal
- Trine Gry - baggrundsvokal
- Anne Kraglund - baggrundsvokal